# منزل حجازيان
منزل حجازيان (بالفارسية: خانه حجازیان) هو منزل تاريخي يعود إلى عصر القاجاريون، ويقع في سبزوار.